# Sura lampadura
Sura lampadura là một loài bướm đêm thuộc họ Sesiidae. Nó được biết đến ở Uganda.